# Nationalisme vietnamien

Le drapeau du Viêt Nam.

Le nationalisme vietnamien (en vietnamien : chủ nghĩa dân tộc Việt Nam) est une forme de nationalisme qui soutient le peuple vietnamien comme une nation indépendante distincte. Il englobe un large éventail d'idées et de sentiments nourris par le peuple vietnamien en ce qui concerne l'identité nationale.
Le nationalisme vietnamien se concentre sur l'histoire militaire du pays, bien qu'il y ait aussi des aspects culturels et civils.
Certaines conceptions nationalistes modernes au Viêt Nam se concentraient sur la Chine, où le sentiment antichinois au Viêt Nam avait été alimenté sous différentes formes, depuis les différends en mer de Chine méridionale, jusqu'aux griefs culturels et historiques. Le nationalisme vietnamien, qui a favorisé les opinions anti-françaises, a également joué un rôle prépondérant dans le passé. La propagande actuelle du gouvernement vietnamien est considérée comme une synthèse du socialisme et du nationalisme. De longues périodes de domination étrangère ont également créé la crainte d'une « reconquête » du Viêt Nam, qui tend aussi à alimenter le nationalisme vietnamien,.

## Histoire

### Préhistoire
Des personnages semi-mythiques tels que les rois Hùng avant la domination chinoise dans le sud de la Chine et le nord du Vietnam de 2879 av. J.-C. à 258 av. J.-C., ont joué un rôle dans la formation du Viêt Nam en tant que nation distincte à l'époque moderne. Ces mythes d'origine ont été exploités par l'élite vietnamienne dès le XVe siècle comme catalyseur pour la formation de l'identité et l'unification sous un État impérial. Sous la domination française et au début de la période nationale, ces mythes ont été intégrés dans l'historiographie officielle du Đại Việt.
De plus, la culture Dong Son, située sur le delta du fleuve Rouge au nord du Viêt Nam de 1000 av. J. -C. à 100 apr. J. -C. , était considérée comme l'ancêtre direct du peuple vietnamien.

### Historiographie nationaliste

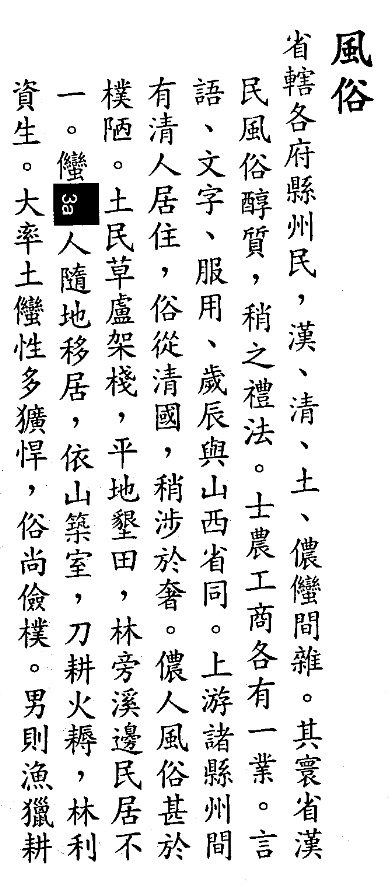
Un texte de la période Đồng Khánh concernant la démographie de la province de Hưng Hóa se référant aux groupes éthiques comme « Hán » (vietnamien)" (漢), « Thanh » (清) et « Thổ » (土). Cela indique qu'au début de la période de domination française, les Vietnamiens conservaient encore la « distinction Hua-Yi » alors que les peuples indigènes et les sujets de la dynastie mandchoue Qing (Thanh) étaient considérés comme « moins civilisés ».

L'historiographie du Viêt Nam sous la domination chinoise a eu une influence considérable sur l'érudition coloniale française et sur l'écriture de l'histoire nationale postcoloniale vietnamienne. Au cours du XIXe siècle, les Français ont promu l'idée que le Viêt Nam avait peu de culture propre et l'ont presque entièrement empruntée à la Chine, ce qui était en grande partie faux puisque la culture vietnamienne était d'abord austroasiatique. Ils l'ont fait pour essayer de justifier la domination coloniale européenne au Viêt Nam. En dépeignant les Vietnamiens comme de simples emprunteurs de la civilisation, les colonisateurs français se situaient dans un paradigme historique d'« amener la civilisation » à une « région arriérée » du monde. L'orientaliste et sinologue français Léonard Aurousseau a soutenu que non seulement le Viêt Nam empruntait culturellement et politiquement à la Chine, mais que la population vietnamienne était aussi le résultat direct de la migration de l'État de Yue en Chine. Cette ligne de pensée a été suivie par Joseph Buttinger, qui a écrit le premier livre d'histoire de la langue anglaise sur l'histoire vietnamienne. Il croyait que pour combattre les Chinois, les Vietnamiens devaient devenir comme les Chinois.
L'école nationale d'histoire vietnamienne, décrit la période dans « une vision militante, nationaliste et très contemporaine à travers laquelle émerge un hypothétique substrat d'un Vietnam original qui a été miraculeusement préservé pendant un millénaire de présence chinoise ». Le récit national vietnamien dépeint les Chinois comme un peuple corrompu et motivé par le profit et seulement le premier des empires étrangers colonisateurs qui ont finalement été chassés du Viêt Nam. Selon Catherine Churchman, il ne s'agit pas d'une tradition historique entièrement nouvelle, mais d'une réécriture ou d'une mise à jour de celle-ci, enracinée dans le Đại Việt, qui se présentait comme l'Empire du Sud égal à l'Empire du Nord (Chine). Les Đại Việt des dynasties Trần et Lê ont cherché une origine ancienne pour leur autonomie avant la domination chinoise et ont retracé leur généalogie à Triệu Đà ou à la semi-légendaire dynastie Hộng Bàng. Ils ont noté que l'Empire du Nord avait subi une défaite pour ne pas avoir respecté ce point de vue. Cependant, des chercheurs comme Nhi Hoang Thuc Nguyen soutiennent que « le trope d'un petit pays qui repousse constamment la force culturelle de la Chine est une construction récente, postcoloniale, du milieu du XXe siècle »,. Les travaux d'érudits japonais dans les années 1970 ainsi que ceux de langue anglaise dans les années 1980 ont repris des éléments de l'école nationale. L'ouvrage Chūgoku shihaika no betonamu de Katakura Minoru souligne les caractéristiques innées du peuple vietnamien. The Birth of Vietnam (1983) de Keith Taylor affirme une forte continuité depuis les royaumes semi-légendaires de la plaine du fleuve Rouge jusqu'à la fondation du Đại Việt, résultat d'une lutte millénaire contre les Chinois qui a abouti à la restauration de la souveraineté vietnamienne. La colonisation chinoise du nord du Vietnam de Jennifer Holmgren utilise sinicisation et vietnamization comme termes pour désigner les changements politiques et culturels dans différentes directions. Les œuvres qui suivent l'école nationale d'histoire vietnamienne attribuent rétroactivement la conscience du groupe vietnamien à des périodes antérieures (époque Han-Tang) en se basant sur des preuves des époques ultérieures. L'école nationale de l'histoire vietnamienne est restée pratiquement inchangée depuis les années 1980 et est devenue l'orthodoxie nationale.
L'argument en faveur d'une identité vietnamienne intrinsèque, insoluble et distinctement d'Asie du Sud-Est dans la plaine de la rivière Rouge à travers l'histoire a été catégorisé par Catherine Churchman comme contexte, continuité culturelle et résistance. Le contexte fait référence à la minimisation des similitudes entre le Viêt Nam et la Chine tout en mettant l'accent sur l'identité sud-asiatique du Vietnam dans la période postcoloniale. La continuité culturelle fait référence à un « noyau culturel » vietnamien intrinsèque qui a toujours existé dans la plaine de la Rivière Rouge depuis des temps immémoriaux. La résistance fait référence à la lutte nationale du peuple vietnamien contre les agresseurs étrangers. Les tenants de ce récit historique, comme Nguyễn Khắc Viện, décrivent l'histoire du Viêt Nam sous la domination chinoise comme une « résistance populaire inébranlable marquée par des insurrections armées contre la domination étrangère », tandis que les opposants comme Churchman soulignent le manque de preuves, les anachronismes, les problèmes linguistiques, l'adhésion aux normes politiques et culturelles chinoises, ainsi que les similitudes et les différences avec d'autres peuples sous la domination chinoise.
Le récit national vietnamien a introduit des anachronismes afin de prouver une conscience nationale vietnamienne unifiée. Le mot Viet/Yue est souvent utilisé pour désigner un groupe ethnique lorsqu'il a eu différentes significations au cours de l'histoire. Il n'y avait pas de terminologie pour décrire une dichotomie sino-vietnamienne durant la période Han-Tang, pas plus qu'il n'y avait de terme pour décrire un groupe cohésif habitant la région située entre la rivière des Perles et la rivière Rouge. Pendant la période Tang, les peuples autochtones d'Annan ou de Tĩnh Hải quân étaient appelés les hommes sauvages, les Li ou les Annamiens,. En outre, l'histoire nationale tend à avoir une vision étroite limitée aux frontières nationales modernes, ce qui conduit à des impressions d'exceptionnalisme. S'il est vrai que la situation politique dans la plaine de la rivière Rouge était moins stable qu'à Canton, au nord, cette situation ne se limitait pas à la région. Le récit national vietnamien attribue rétroactivement toute rébellion locale, la montée des dynasties locales et leur autonomie locale au motif de la recherche de l'indépendance nationale. La langue a également été utilisée comme preuve d'une identité vietnamienne distincte pendant la période Han-Tang. Cependant, certaines recherches indiquent que la formation d'une langue vietnamienne n'est apparue qu'après, à la suite d'une créolisation et d'un changement de langue impliquant le chinois médiéval.

### Royaume de Champa

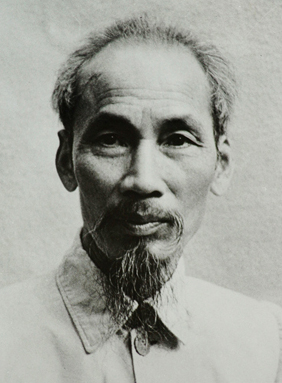
Hồ Chí Minh, leader du mouvement communiste vietnamien.

Au sud, les seigneurs Nguyễn ont favorisé les Chinois, permettant à de nombreux Chinois de s'installer sur de nouvelles terres conquises de l'empire khmer. Les savants chinois immigrés sont même devenus des fonctionnaires des seigneurs. Cependant, à l'époque moderne, après que le régime communiste a pris le contrôle du Viêt Nam, beaucoup de bourgeois ont été expulsés, y compris beaucoup de Chinois. Les hostilités de la guerre sino-vietnamienne ainsi que les différends territoriaux en mer de Chine méridionale augmentent également les hostilités contre la Chine, et les politiciens doivent éviter la paix par nécessité.
Après avoir vaincu les frères Tây Sơn, les seigneurs Nguyễn forment la dynastie Nguyen. La dynastie Nguyễn a complété la « Marche au Sud » vietnamienne ou Nam tiến. Sur une période de 700 ans, à partir de la dynastie Lý, la dynastie progressivement l'ensemble du royaume de Champa et des parties de l'Empire khmer. Sous la dynastie Nguyễn (la dynastie la plus sinicisée et influencée par les enseignements de Confucius), ils essayèrent d'assimiler toutes les minorités ethniques des territoires qu'ils avaient conquis en les forçant à adopter des coutumes vietnamiennes sinicisées. Reprenant l'idée chinoise de la Plaine centrale, la dynastie Nguyễn se considérait comme appartenant à une culture supérieure, contrairement aux états indiens de Champa et à l'Empire khmer. Ils se considéraient comme une mission civilisatrice contre les minorités perçues comme des barbares. Se considérant comme supérieurs en raison de leur sinicisation, les membres de la royauté vietnamienne considéraient les non-vietnamiens comme inférieurs.
Plus tard, après que la dynastie Nguyễn a commencé à gouverner le Viêt Nam, la dynastie a imposé la vietnamisation au peuple non-vietnamien. Au cours de la période Nam tiến de la dynastie Nguyễn, l'empereur Gia Long a déclaré que « Hán di hữu hạn » (漢夷有限, « les Vietnamiens et les barbares doivent avoir des frontières claires ») en faisant la distinction entre les Khmers et les Vietnamiens. L'empereur Minh Mạng, fils de Gia Long, a déclaré à propos du fait que les Vietnamiens forcent les minorités ethniques à suivre les coutumes sino-vietnamiennes : « Nous devons espérer que leurs habitudes barbares seront inconsciemment dissipées et qu'elles seront chaque jour plus infectées par les coutumes han [civilisées] ». La dynastie Nguyễn, sous cette influence, se considérait autrefois comme « Hán nhân » (peuple civilisé).
« Nam tiến » est un processus historique complexe avec des conséquences positives et négatives, et il continue à faire l'objet de recherches et de discussions historiques sur le Viêt Nam et l'ensemble de l'Asie du Sud-Est. Le royaume de Champa et le Đại Việt avaient combattu des guerres qui ont conduit à l'annexion du royaume. En outre, les relations entre le Cambodge et le Viêt Nam remontent à l'époque où Chey Chettha II, afin d'équilibrer l'influence des forces siamoises qui avaient dévasté l'ancienne capitale de Lovek sous le règne de son père, s'allia avec le Viêt Nam et épousa la princesse Nguyễn Phúc Ngọc Vạn, fille de Lord Nguyễn Phúc Nguyên, en 1618. En échange, le roi avait accordé aux Vietnamiens le droit d'établir des colonies à Mô Xoài (aujourd'hui Bà Rịa), dans la région de Prey Nokor, qu'ils appelaient familièrement Sài Gòn, et qui devint plus tard Hô Chi Minh-Ville,.

### La période anticoloniale vietnamienne
Après que les Français ont commencé à gouverner le Viêt Nam (l'Indochine française), le nationalisme vietnamien est devenu motivé par un sentiment anticolonialiste. Les Français cherchent à introduire le christianisme au Viêt Nam, mais la religion est considérée avec méfiance par les dirigeants et des missionnaires français sont exécutés, ce qui conduit à une guerre entre la France et le Viêt Nam et à la conquête de ce dernier par la France. Dans un premier temps, il y a eu des tentatives de « modernisation » du Viêt Nam avec l'introduction du mode de pensée occidental par la France. Cependant, le fossé entre la bourgeoisie et la classe paysanne alimenta une opposition nationaliste à l'autorité coloniale. Hô Chi Minh, l'un de des chefs de cette opposition, se rallia au communisme pendant son séjour à l'étranger, et défendit que cette idéologie libérerait le peuple vietnamien. Bien que Hô Chi Minh reste vénéré et controversé à ce jour, il y avait des arguments selon lesquels il était fondamentalement un nationaliste vietnamien tourné vers le communisme,,,,. La conjonction du colonialisme français, suivi d'une occupation japonaise temporaire, et d'une nouvelle tentative de colonialisme français a stimulé le nationalisme vietnamien et finalement l'indépendance vis-à-vis des puissances étrangères.

### Guerre du Viêt Nam et ère moderne
Pendant la guerre du Viêt Nam, le nationalisme vietnamien a été divisé entre les alliés chinois et soviétique du Nord-Viêt Nam et les États-Unis et le Sud-Viêt Nam. Les controverses se poursuivent encore aujourd'hui, où les symboles communistes ou le drapeau vietnamien actuel ont soulevé des controverses au sein de la diaspora sud-vietnamienne d'outre-mer, tandis que le drapeau sud-vietnamien est dénigré au Viêt Nam communiste,.

## Nationalisme vietnamien moderne

### Économie
Les Vietnamiens ont de plus en plus tendance à boycotter les produits chinois, à utiliser des produits vietnamiens, ou à préférer les produits japonais ou occidentaux aux produits chinois. Un produit «  made in China » peut être considéré comme un produit de masse bon marché, mais parfois aussi de qualité inférieure. La guerre commerciale entre les États-Unis et la Chine depuis 2018 a également fait d'autres pays bénéficiaires de la guerre commerciale,,.

### Culture et langue
Bien qu'ils fassent partie de l'influence culturelle de la sinosphère et partagent de nombreux aspects culturels tels que le confucianisme, et ayant le chữ Nôm et le chữ nho comme scripts d'écriture, les nationalistes vietnamiens refusent généralement d'accepter l'influence chinoise sur le Viêt Nam. Ils croient que les Vietnamiens avaient déjà une culture profonde avant l'influence chinoise : Đông Sơn, culture du riz, domination par les peuples austro-asiatiques. Ajouté aux interactions et aux conquêtes ultérieures du royaume indianisé de Champa, certains nationalistes vietnamiens considèrent qu'il s'agit d'un carrefour majeur de deux civilisations plutôt qu'une, étant à la croisée des Indica et Sinic.
Les manuels vietnamiens font également référence à l'influence de la Chine mais rejettent les éléments chinois de la nation vietnamienne. Le courant du Nord-Viêt Nam faisait partie de la terre des tribus Bai Yue, ils croient donc que les similitudes sont dues à la culture chinoise qui a été influencée par la culture des tribus Bai Yue (Bách Việt) lorsque leur terre a été conquise par les Chinois Han. L'un de ces exemples est la façon dont la culture du millet est originaire du fleuve Jaune.
Au sein de la sphère culturelle de l'Asie de l'Est, certains Vietnamiens peuvent également croire que certaines parties « arriérées » de la culture vietnamienne (système patriarcal) ont été héritées de la domination confucéenne ou chinoise, tandis que d'autres croient que la culture vietnamienne était matriarcale (comme les sœurs Trưng),.

### Armée
Pendant une grande partie de son histoire balayée par les guerres, le Vietnam a développé son nationalisme en se basant sur son histoire de guerres réussies. De nombreux généraux vietnamiens sont considérés comme des héros nationaux dans la société vietnamienne, tels que Trần Hưng Đạo, le général qui s'est opposé au puissant empire mongol en repoussant avec succès les trois invasions mongoles du Viêt Nam en 1258, 1285, 1287–1288, et Nguyễn Huệ, un empereur vénéré et général qui a défait la dynastie Qing de Chine à la bataille de Ngọc Hồi-Đống Đa, considéré comme l'un des plus grands vainqueurs militaires dans l'histoire vietnamienne. Trần Hưng Đạo et Nguyễn Huệ ont plusieurs rues qui portent leur nom et des statues érigées en leur honneur.
Le Viêt Nam honore également ses longues listes de généraux qui ont lutté contre l'expansionnisme chinois, comme les sœurs Trưng et Triệu Thị Trinh, qui étaient des femmes générales qui ont dirigé d'importants mouvements indépendants contre l'occupation chinoise. Ngô Quyền est honoré pour avoir été le premier à vaincre avec succès les Han du Sud de la Chine à la bataille de Bạch Đằng en 938 et à établir l'indépendance vietnamienne, Lê Hoàn pour avoir vaincu la dynastie Song à la même rivière en 981, et Lê Lợi qui a libéré le Viêt Nam en battant la dynastie Ming et en fondant la dynastie Lê.

### Territorial
Les différends en mer de Chine méridionale (appelée mer de l'Est au Viêt Nam) peuvent devenir un point névralgique pour l'émergence du nationalisme.